# Ава, Пий Су
Пий Су Ава (4 мая 1930 года, Баменда — 9 февраля 2014 года, Дуала, Камерун) — третий католический епископ епархии Буэа с 29 января 1973 года по 30 ноября 2006 года.

## Биография
Родился в 1930 году в Баменде. Обучался в школах в Манконе, Бафуте (1938—1944) и Нджиндоме (1945—1947), с 1948 года — в педагогическом колледже в Бамбуи, с 1952 года — в малой семинарии в Сассе и Мемориальной семинарии в Энугу, Нигерия. Затем продолжил своё обучение в Риме (1955—1958). 21 декабря 1961 года рукоположён в священники. В 1962 году возвратился в Камерун, где служил приходским священником в католическом приходе в Кумбе. В 1964—1965 годах — преподаватель в католических школах Западного Камеруна.
20 февраля 1971 гола римский папа Павел VI назначил его вспомогательным епископом с правом преемственности епархии Буэа и титулярным епископом Аузегеры. 30 мая 1971 года состоялось его рукоположение в епископы, которое совершил епископ Буэа Юлиус Йозеф Виллем Питерс в сослужении с епископом Баменды Поль Мбийбе Вердзеков и епископом Сангмелимы Пьер-Селестеном Нкоу.
В 1973 году основал католическую семинарию Святого Фомы Аквинского в Бамбуи, в 1980 году — женскую монашескую конгрегацию служанок Святого Младенца (HHCJ и в 1985 году мужскую монашескую конгрегацию Братьев Мартина де Порреса.
После отставки епископа Юлиуса Йозефа Виллема Питерса 29 января 1973 года вступил в должность епископа Буэа. 30 ноября 2006 года подал в отставку.
Проживал в Дуале, Камеруне. Умер в феврале 2014 года.